# 坪林保坪宮
坪林保坪宮，是位於台灣新北市坪林區之真武廟，主祀玄天真武上帝，建於1862年。

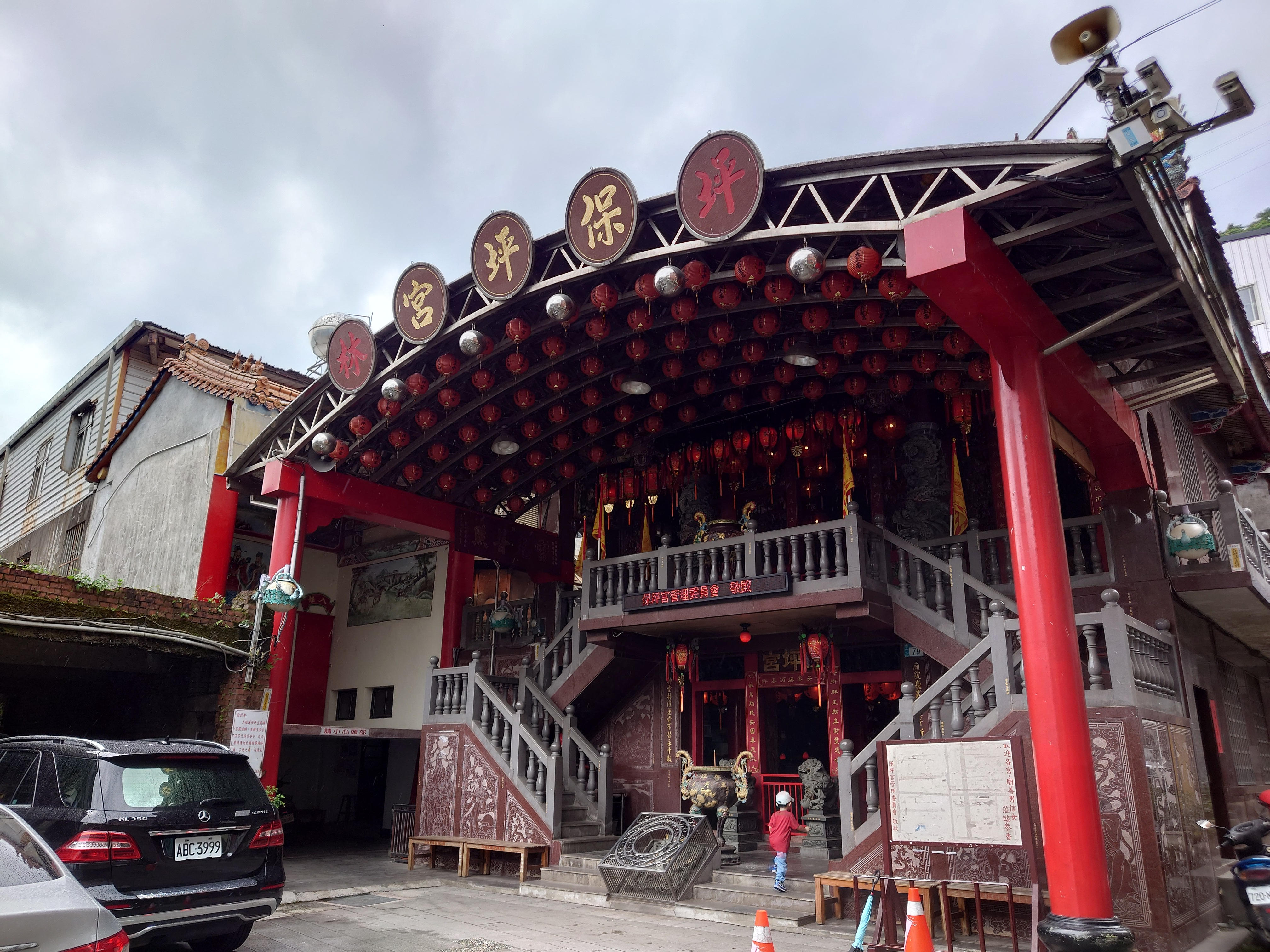
坪林保坪宮

## 得名
相傳閩南移民奉海神玄天上帝作為船隻的守護神來臺，並在坪林建造草庵奉祀。

## 信仰活動
該廟宇1969年改為二層建築，是坪林的信仰中心。坪林老街早期是以保坪宮為中心逐漸發展而成，可說是坪林發展史的最佳見證。祭典日期則是每年舊曆之三月初三，每年的元宵節與舊曆十月廿七日有謝平安慶典，會演戲酬神。